# Walding
Walding település Ausztriában, Felső-Ausztria tartományban, az Urfahrkörnyéki járásban. Tengerszint feletti magassága 303 méter, területe 15,32 km².

## Elhelyezkedése
Walding Sankt Gotthard im Mühlkreis, Gramastetten, Ottensheim, Goldwörth és Feldkirchen an der Donau településekkel határos.

## Népesség
| 2016 | 4 040 |
| 2018 | 4 095 |